# Melaleucococcus nodosus
Melaleucococcus nodosus är en insektsart som beskrevs av Sunita Bhatti 1990. Melaleucococcus nodosus ingår i släktet Melaleucococcus och familjen pärlsköldlöss. Inga underarter finns listade i Catalogue of Life.